# فرانیو توجمان
فرانیو توجمان (کرواتی: Franjo Tuđman؛ ۱۴ مهٔ ۱۹۲۲ – ۱۰ دسامبر ۱۹۹۹) یک سیاست‌مدار اهل کرواسی و اولین رئیس‌جمهور این کشور از مه ۱۹۹۰ تا دسامبر ۱۹۹۹ بود.
وی در کرواسی زاده شد.در دوران جوانی او به‌عنوان عضوی از لشکر دهم زاگرب از پارتیزان‌های یوگسلاو در جنگ جهانی دوم می‌جنگید.پس از جنگ توانست پستی در وزارت دفاع به‌دست آورد و در سال ۱۹۶۰ به درجه ژنرالی در ارتش مردمی یوگسلاو رسید.وی از طرفداران جنبش بهار کرواسی بود و به‌دلیل فعالیت‌هایش در سال ۱۹۷۲ به زندان افتاد.
وی در سال ۱۹۹۰ توانست به ریاست‌جمهوری جمهوری سوسیالیستی کرواسی برسد.در ۱۹ می ۱۹۹۱ رفراندومی برای استقلال کرواسی برگزار شد که با ۹۳درصد رای مثبت به استقلال کرواسی به نتیجه رسید.در ۲۵ ژوئن ۱۹۹۱ کرواسی استقلال خود را از جمهوری فدرال سوسیالیستی یوگسلاوی اعلام کرد.پس از آن جنگ استقلال کرواسی آغاز شد که توجمان به‌عنوان اولین رئیس‌جمهور کرواسی در آن نقش مهمی داشت.یک قرارداد آتش‌بس در سال ۱۹۹۲ امضا شد اما جنگ به خاک بوسنی و هرزگوین کشیده شد.در سال ۱۹۹۴ وی موافقت‌نامه واشنگتن را با رئیس‌جمهور بوسنی و هرزگوین علی عزت بیگویچ امضا کرد که موجب دوستی مجدد این دو کشور شد.در سال ۱۹۹۵ وی موافقت‌نامه دیتون را امضا کرد که به‌منزله پایانی به جنگ بوسنی بود.وی در انتخابات ۱۹۹۷ کرواسی مجدداً پیروز شد و تا زمان مرگش در سال ۱۹۹۹ رئیس‌جمهور کرواسی باقی‌ماند.